# Diocles de Feras
En la mitología griega, Diocles (Διοκλῆς) fue rey de Faras, en Mesenia, hijo de Ortíloco y nieto, por tanto, del dios-río Alfeo. Hospedó en su casa a Telémaco, el hijo de Odiseo, cuando éste se dirigía a Esparta. Cuando el dios de ultratumba Hades secuestró a Perséfone, Diocles la buscó incesantemente, por lo que fue recompensado por Deméter instruyéndole en sus cultos y misterios. Así, se convirtió en uno de los primeros sacerdotes de los Misterios de Eleusis. Diocles tuvo dos hijos, que eran gemelos: Cretón y Orsíloco, que murieron durante la guerra de Troya a manos de Eneas, por lo que fue sucedido en el reino de Faras por los hijos de Anticlea, su única hija.